# Бумеранг (стрип)
Бумеранг је 10. епизода стрипа Џеремаја објављена у октобру 1984. г. за француског издавача Novedi. Оригинални наслов епизоде гласи Boomerang. Епизоду је нацртао и написао Херман Ипен. Епизода је имала 44 стране.
У бившој Југославији, епизода је премијерно објављена у септембру 1984. год. у сарајевском месечнику Стрип арт бр. 49 под истоименим називом у издању НИП Ослобођење, Сарајево. Свеска је коштала 50 динара (око 0,75 DEM; 0,25$).

## Кратак садржај
Лена и Џеремаја се враћају у Лангтон, код Џеремајиних родитеља. У граду тече изборна кампања између кандидата Монроа и Атвуда. Монро преко посредника Фромана унајмљује Курдија да избави из затвора Франка Ленија, који би могао да сведочи против Атвуда. Курдијева мисија не успева, али он ипак захтева новац од Фромана. Монроови људи одлучују да га уклоне. (Курди не зна да кандидат Монро стоји иза свега.)
Џеремајини родитељи притискају Џеремају и Лену да се што пре узму. Лена се већ увелико спрема за свадбу, али Џеремаја одлази усред ноћи да би спасио Курдија од заседе и сам упада у невољу заједно са Курдијем.
Пошто једва спасавају живу главу, Курид и Џеремају одлазе код познаника Хагертија (упознали га у епизоди: Ноћ грабљивица) да би им открио ко стоји иза заседе за Курдија. Хагерти је, међутим, и сам нападнут и крвари у својој хотелској соби. Док га Џеремаја чува од Монроових људи, који желе да га докрајче, Курди се преоблачи у играчицу и успева да контактира државног комесара, који надзире изборе. Када комесар сазнаје за Монрову умешаност у криминалне радње и Хагертијеву смрт, кампања се прекида.

### Џеремајина неодлучност
Џеремаја је присиљен да бира између Курдија и Лене. Његов немирни дух се ипак опредљује за Курдија. На крају епизоде, Лена прети да ће убити Курдија (оптужујући га за смрт оца и проблеме са Џеремајом), али Џеремаја стаје између њих, након чега Лена баца пиштољ и одлази потиштена.

## Проблем принципала и агента
Иако је друштво описано у серијално пост-катаклизмично, проблем принипала и агента (у коме независна инстанца власти надзире функционисање институција) ипак се одржао. Лангтон је временом постао познат по нерегуларним методама доласка на власт. Државни комесар стиже у град да би контролисао изборе. Иако не крије да је на Монроовој страни, када Џеремајина и Курдијева интервенција открива низ криминалних радњи у којима је учествовао кандидат Монро, држ. секретар поништава изборе.

## Реприза у Србији
Епизода је репризно објављена у Србији у 4. тому Џеремаје у издању Чаорбне књиге 2017. године.